# Morenkop (hest)
 For alternative betydninger, se Morenkop. (Se også artikler, som begynder med Morenkop)
 Der er for få eller ingen kildehenvisninger i denne artikel, hvilket er et problem. Du kan hjælpe ved at angive troværdige kilder til de påstande, som fremføres i artiklen.

En morenkop er en farvebetegnelse hos heste: Blåskimmel med sort hoved, man, hale og ben.
Farvebetegnelsen bruges dog ikke længere.
| Dyr | Spire Denne artikel om dyr er en spire som bør udbygges. Du er velkommen til at hjælpe Wikipedia ved at udvide den. |